# Арно
Арно́ — річка в Середній Італії. Довжина 248 км. Бере початок в Апеннінах на висоті 1 350 м, до міста Флоренція протікає у вузькій долині, далі — по горбистій рівнині через місто Емполі. Впадає в Лігурійське море біля міста Піза.
Відомо декілька крупних повеней на річці, особливо повінь у листопаді 1966 року, коли жертвами стали близько 40 осіб і був завданий значний збиток Флоренції. Від Флоренції до гирла судноплавство можливе для невеликих суден.

## Література

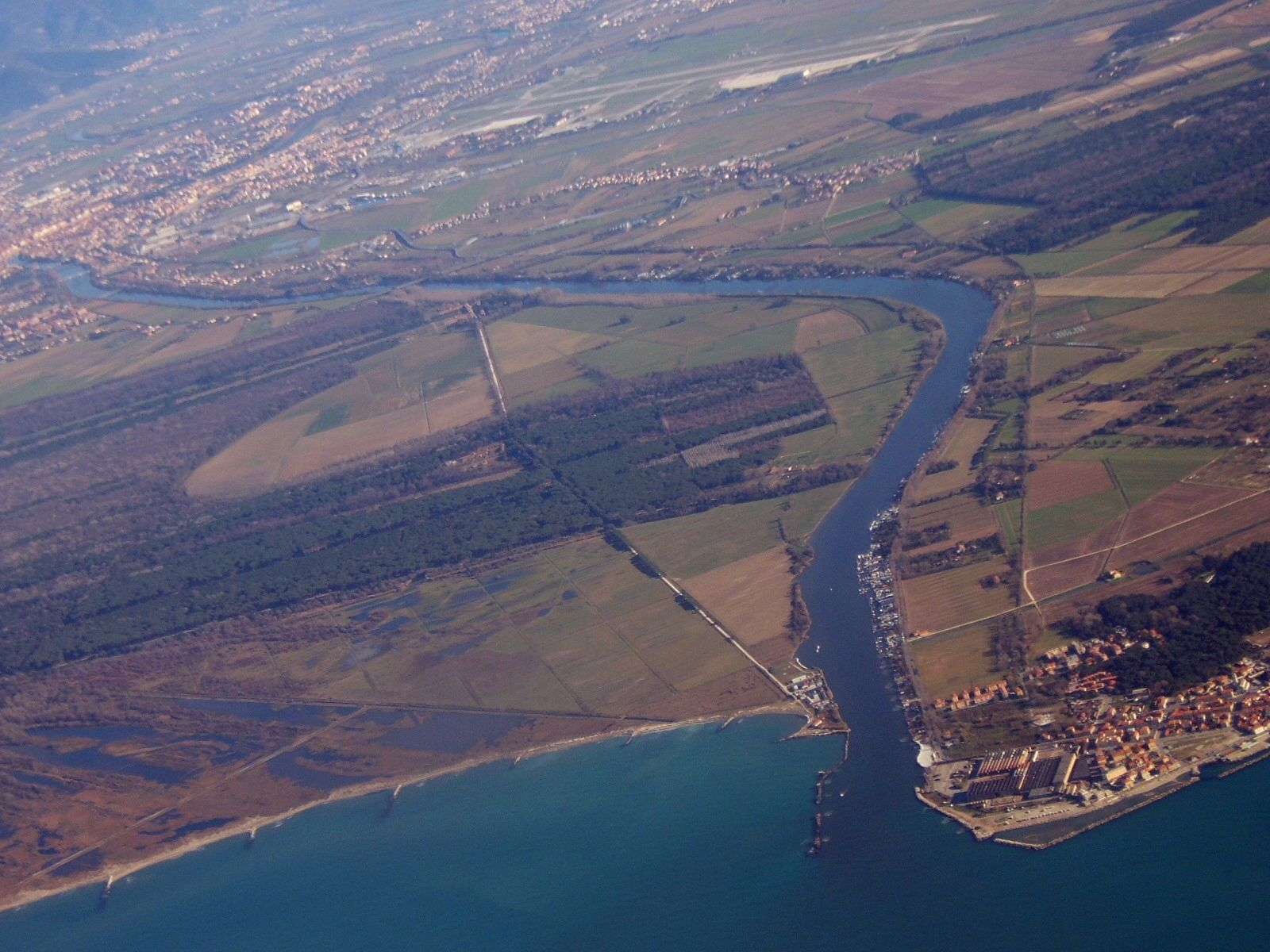
гирло Арно з висоти пташиного польоту